# Climat subtropical umed

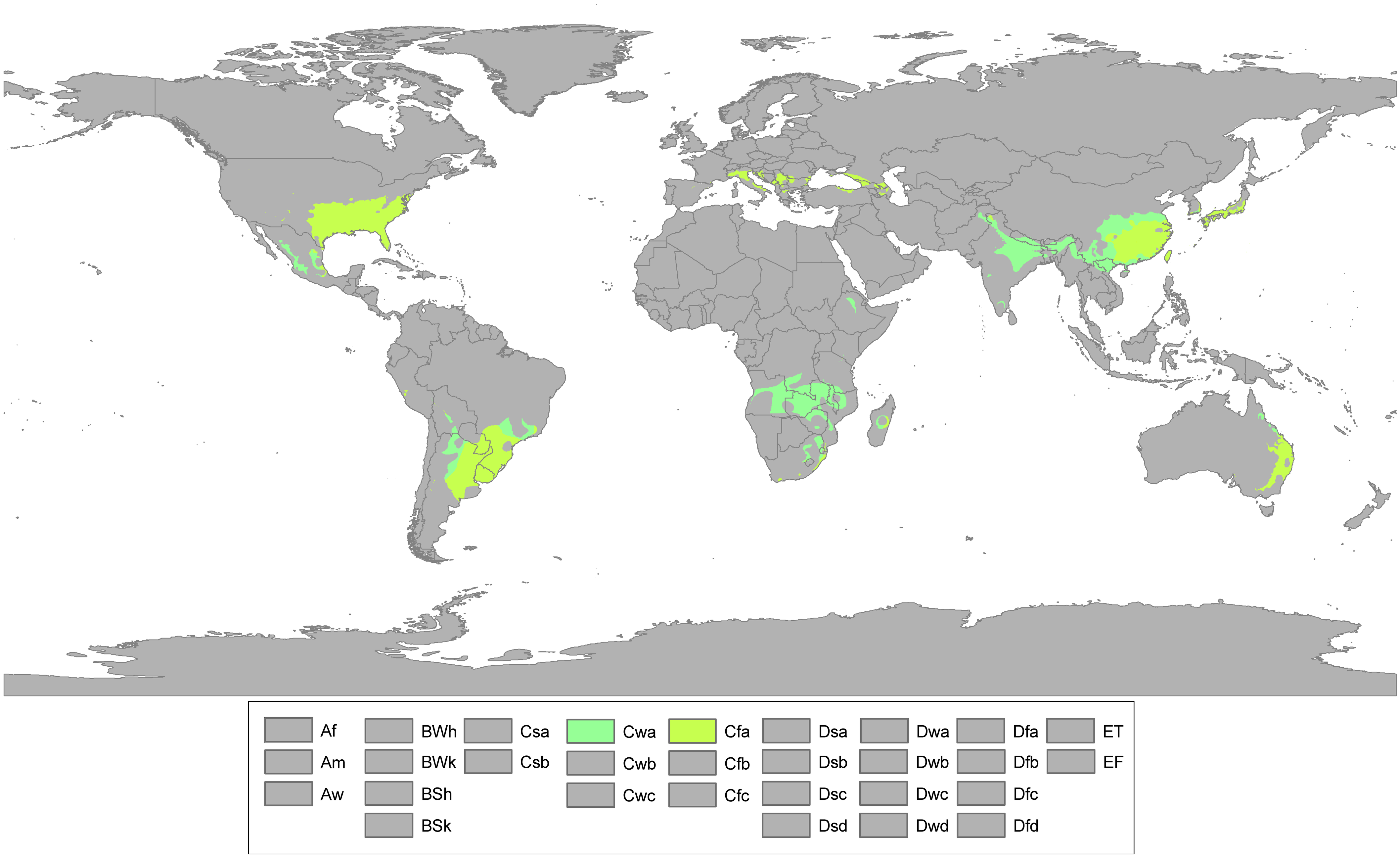
Zone cu climă temperată caldă cu vară fierbinte ale lumii conform unei clasificări climatice modificate Köppen care utilizează un prag de 0 °C pentru luna cea mai rece.

Un climat subtropical umed este un tip de climă temperată caracterizat prin veri calde și umede și ierni răcoroase până la blânde. Aceste climate se află în mod normal în partea de sud-est a tuturor continentelor (cu excepția Antarcticii), în general între latitudinile 25° și 40° și sunt situate spre pol față de climatele tropicale adiacente. Este, de asemenea, cunoscut sub numele de climă temperată caldă în unele clasificări climatice.
Această climă prezintă o temperatură medie în cea mai rece lună între 0 °C (32 °F) (sau −3 °C (27 °F) ) și 18 °C (64 °F) și temperatura medie în luna cea mai caldă 22 °C (72 °F) sau mai mare. Cu toate acestea, în timp ce unii climatologi au optat pentru a descrie acest tip de climă drept „climă subtropical umed”,  Köppen însuși nu a folosit niciodată acest termen. 
În timp ce multe climate subtropicale tind să fie situate în apropierea locurilor de coastă, în unele cazuri, ele se extind în interior, mai ales în China și Statele Unite, unde prezintă variații sezoniere mai pronunțate și contraste mai accentuate între vară și iarnă, ca parte a unui gradient între climatele tropicale mai calde ale regiunilor de coastă sudice și climatele mai reci continentale din nord și cele continentale de interior. Ca atare, se poate spune că acest climat prezintă caracteristici oarecum diferite în funcție de faptul dacă se găsește în interior sau într-o poziție maritimă.

## Caracteristici

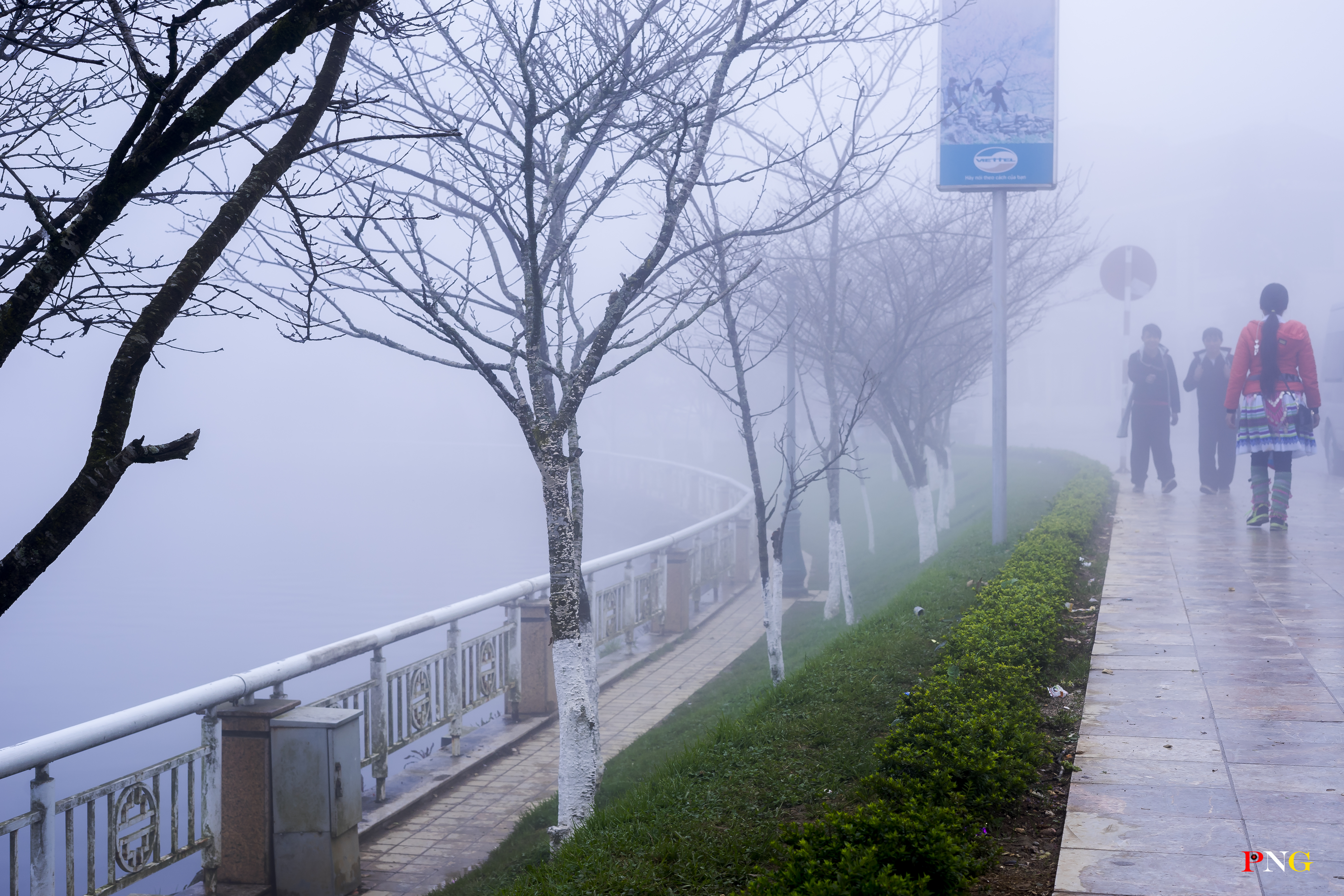
Ceață naturală în nord-vestul Vietnamului

Clima subtropicală umedă pe râul Li, China

Într-un climat subtropical umed, verile sunt de obicei lungi, calde și umede. Un curent profund de aer tropical domină subtropicalele umede în timpul perioadelor însorite și sunt frecvente ploile convective intense (dar scurte) zilnice. Temperaturile medii lunare în timpul iernii pot fi ușor peste nivelul de îngheț.  
Precipitațiile au adesea un vârf vara mai ales acolo unde furtunile care ating nivelul musonilor sunt bine dezvoltate, ca în Asia de Sud-Est și Asia de Sud. Alte zone au cicluri de precipitații mai uniforme sau mai variate, dar lipsesc în mod constant lunile de vară previzibile uscate, spre deosebire de climatele mediteraneene. Majoritatea precipitațiilor de vară au loc în timpul furtunilor care se acumulează din cauza încălzirii intense a suprafeței și a unghiului puternic subtropical al soarelui. Minimele tropicale slabe care se deplasează din oceanele tropicale calde adiacente, precum și furtunile tropicale rare contribuie adesea la vârfurile sezoniere ale precipitațiilor de vară. Precipitațiile de iarnă sunt adesea asociate cu furtuni mari  care au fronturi care ajung până la latitudini subtropicale.
Conform clasificării zonelor de viață Holdridge, climatele subtropicale au o biotemperatură între îngheț și linia de temperatură critică, 16 la 18 °C (61 la 64 °F) (în funcție de locațiile din lume) și 24 °C (75 °F), iar aceste climate sunt umede atunci când raportul de evapotranspirație potențială (PET) (= PET / Precipitații) este mai mic de 1.   În clasificarea Holdridge, climatele subtropicale umede coincid mai mult sau mai puțin cu cele mai calde climate Cfa și Cwa și cu climatele tropicale umede „Köppen” mai puțin calde (Aw, Am și Af).

### Defalcarea literelor
Cfa : C = temperat blând f = complet umed a = vară fierbinte
Cwa : C = temperat blând w = iarnă uscată a = vară fierbinte  

## Dezbaterile privind climatul
Wladimir Köppen nu a considerat niciun grup climatic ca fiind „subtropical”: eticheta a fost aplicată în mod diferit climatului mediteraneean (Cs) sau diferitelor amestecuri de Csa și unei clase hibride numite climat subtropical umed în care Cfa și Cwa (climat sinic) ar converge.
Pe de altă parte, Paffen a considerat termenul „subtropical” ca fiind sinonim pentru „temperat cald” și, prin urmare, i-a atribuit atât climatul mediteraneean, cât și cel sinic, precum și unele tipuri de climat deșertic cu variații de temperatură mai mari decât cele situate în zona toridă. .
Printre climatologi nu există o definiție univocă a „climatului subtropical”: pentru Trewartha este un climat intermediar între climatul tropical și cel temperat, incluzând zone cu cel puțin opt luni de temperatură medie peste 10 ° C, în timp ce pentru John F. Griffiths temperatura medie din luna cea mai rece trebuie să fie peste 6 ° C.
Conform unei clasificări climatice bazată pe cea a lui Köppen, dar modificată pentru a include o clasă subtropicală adecvată studiului climatului din Australia, cărturarii Harvey Stern, Graham de Hoedt și Jeneanne Ernst au stabilit că o temperatură medie anuală de cel puțin 18 °C este necesară pentru a considera o clasă climatică subtropicală. Salvador Rivas Martínez consideră că subtropicalul nu este un climat specific, ci un set de bioclimate între latitudinile de 23 ° și 35 ° N și S. 